# Caratteristica metrologica
Le caratteristiche metrologiche sono tutte quelle caratteristiche proprie di un sistema di misura che:
1. definiscono i limiti entro i quali è possibile fare una misurazione;
2. concorrono nella definizione della precisione strumentale.

Al primo gruppo si possono ascrivere ad esempio: il campo di misura, la temperatura di funzionamento, la risposta caratteristica, indicazioni sull'orientamento e il collegamento della strumentazione, eventualmente verso e direzione della grandezza da misurare.
Queste sono le prime caratteristiche che vanno controllate, in quanto da esse dipendono la possibilità stessa di eseguire delle misure, oltre a dare indicazioni sull'affidabilità e la sicurezza dell'attività che si andrà a svolgere.
Al secondo gruppo appartengono tutte quelle caratteristiche che possono contribuire nella definizione dell'incertezza di misura del sistema e dunque, in generale, la sua precisione; esempio:
- l'accuratezza;
- la ripetibilità;
- la riproducibilità;
- la linearità;
- l'isteresi;
- la stabilità;
- la risoluzione.

Gli errori attribuibili a queste caratteristiche contribuiscono tutti assieme nella definizione dell'incertezza strumentale del sistema di misura.